# A-II Strucc
Évolution du A-I Libelle, le A-II Strucc permit à János Adorján de se classer troisième sur 29 concurrents dans la course aérienne internationale disputée en juin 1910 à Rakosmezö (Hongrie).